# Nicolás Dematei
Nicolás Diego Dematei (Mercedes, provincia de Buenos Aires, Argentina; 19 de noviembre de 1987) es un futbolista argentino. Juega de defensor y su equipo actual es Gimnasia y Esgrima de Jujuy de la Primera B Nacional.

## Carrera

### Inicios
A los 14 años, Dematei llegó a una de las filiales de Argentinos Juniors, llegando hasta la reserva del club. Al no tener oportunidades en el plantel profesional, fue prestado a Atlético Tucumán en 2008, equipo con el cual consiguió ascender a Primera División. Debutó con el Decano el 28 de agosto frente a Tiro Federal. El partido terminó 2-1 a favor del conjunto tucumano.
En 2010, Dematei llega libre a Sarmiento de Junín, donde disputa el campeonato de Primera B. Si bien al equipo bonaerense no le fue bien (finalizaron la primera rueda en la zona baja), Dematei fue prestado a Defensa y Justicia, militante de la Primera B Nacional, por sus buenas actuaciones. En el Halcón apenas disputó 2 encuentros (contra Rosario Central y Chacarita Juniors), por lo que regresó al equipo de Junín para la temporada 2011-12. En dicha temporada, Sarmiento de Junín sale campeón de la tercera categoría del fútbol argentino, con 7 puntos de diferencia sobre Colegiales, su principal perseguidor.
En el regreso de Sarmiento a la segunda categoría tras 7 años de ausencia, el defensor convirtió su primer gol como profesional. Fue en la victoria por 1-0 sobre Aldosivi el 8 de junio de 2013.

### Instituto
Su buen torneo en la Primera B Nacional hizo que Instituto se haga con sus servicios. Debutó el 13 de agosto de 2013 frente a Patronato en Paraná, donde el partido terminó 0 a 0 y el defensor fue titular. Jugó en total 19 partidos (17 por liga y 2 por Copa Argentina) y convirtió un gol ante Banfield, futuro campeón del torneo.

### Crucero del Norte
En 2014 se convirtió en refuerzo de Crucero del Norte, para disputar el torneo de transición, que otorgó 10 ascensos a la máxima categoría. Uno de los beneficiados por este cambio fue el Colectivero, que terminó segundo en la zona B. Ascendió junto a Unión de Santa Fe, Temperley, Sarmiento de Junín y Huracán. Dematei jugó 19 partidos en la Primera B Nacional.
Durante el año en Primera, Nicolás Dematei disputó 22 encuentros, en los cuales convirtió un gol (frente a Quilmes). El equipo de Misiones descendió tras un año en la élite del fútbol argentino.

### Guillermo Brown
Tras el descenso de Crucero del Norte, Dematei viajó desde el norte argentino hacia la Patagonia para vestir los colores de Guillermo Brown. Debutó el 29 de enero de 2016, siendo derrotados por 2-1 ante Talleres de Córdoba.
En la siguiente temporada, Guillermo Brown peleó por uno de los ascensos a Primera División. Sin embargo, finalizó tercero en el torneo, a 2 puntos de diferencia de Chacarita Juniors, equipo que consiguió el ascenso a Primera junto a Argentinos Juniors. Dematei jugó 41 cotejos de los 46 disputados por el equipo patagónico.

### Atlético de Rafaela
En 2017, Nicolás Dematei se transformó en nuevo jugador de Atlético de Rafaela. Debutó el 15 de septiembre en la victoria por 0-2 frente a Gimnasia y Esgrima de Jujuy. En el campeonato, jugó 19 encuentros.

### Independiente Rivadavia
Llegó a Independiente Rivadavia en 2018, y volvió a convertir un gol luego de 3 años. El 3 de noviembre su víctima fue Defensores de Belgrano (partido que terminó 1-1). En la temporada, Dematei jugó 27 partidos.

### Agropecuario
En 2019 llegó a Agropecuario, también equipo de la Primera B Nacional.
Debutó el 18 de agosto en la victoria por 1-2 sobre Alvarado, y convirtió su primer gol con la camiseta del Sojero al año siguiente frente a San Martín de San Juan, partido que terminó 3-2 a favor del conjunto sanjuanino.

### Deportivo Riestra
Llegó a Deportivo Riestra en el año 2023, para que después de un año consiga el ascenso a la primera división del fútbol argentino, un hito que nunca había sido logrado por el club.

### Gimnasia y Esgrima (Jujuy)
En junio de 2024 llega a Gimnasia y Esgrima (Jujuy). A sus 36 años, el “Vikingo” deja Deportivo Riestra tras dos años en la institución donde logró el histórico ascenso a la Primera División. Luego de disputar algunos encuentros en la máxima categoría, el defensor central cambió de rumbo y se convirtió en nuevo refuerzo de Gimnasia y Esgrima de Jujuy, equipo que milita en la Primera Nacional (Segunda División) donde firmó contrato hasta diciembre de 2025.

## Clubes
| Club                       | País                | Año                 | PJ  | G  | Prom. |
| -------------------------- | ------------------- | ------------------- | --- | -- | ----- |
| Argentinos Juniors         | Argentina           | 2007-2008           | 0   | 0  | 0,00  |
| Atlético Tucumán           | Argentina           | 2008-2009           | 20  | 0  | 0,00  |
| Argentinos Juniors         | Argentina           | 2009-2010           | 0   | 0  | 0,00  |
| Sarmiento (J)              | Argentina           | 2010 / 2011-2013    | 77  | 1  | 0,01  |
| Defensa y Justicia         | Argentina           | 2011                | 2   | 0  | 0,00  |
| Instituto                  | Argentina           | 2013-2014           | 19  | 1  | 0,05  |
| Crucero del Norte          | Argentina           | 2014-2015           | 41  | 1  | 0,02  |
| Guillermo Brown            | Argentina           | 2016-2017           | 57  | 0  | 0,00  |
| Atlético de Rafaela        | Argentina           | 2017-2018           | 20  | 0  | 0,00  |
| Independiente Rivadavia    | Argentina           | 2018-2019           | 28  | 1  | 0,03  |
| Agropecuario               | Argentina           | 2019-2021           | 53  | 3  | 0,05  |
| Deportivo Riestra          | Argentina           | 2023-2024           | 43  | 3  | 0,07  |
| Gimnasia y Esgrima (Jujuy) | Argentina           | 2024-Act.           |     |    |       |
| Total en su carrera        | Total en su carrera | Total en su carrera | 349 | 10 | 0,02  |

## Palmarés

### Torneos nacionales
| Título                  | Equipo           | País      | Año     |
| ----------------------- | ---------------- | --------- | ------- |
| Primera B Nacional      | Atlético Tucumán | Argentina | 2008-09 |
| Primera B Metropolitana | Sarmiento (J)    | Argentina | 2010-11 |

### Otros logros
| Logro                         | Equipo            | País      | Año  |
| ----------------------------- | ----------------- | --------- | ---- |
| Ascenso a la Primera División | Deportivo Riestra | Argentina | 2023 |